# Hydrotriche
Hydrotriche es un género con cuatro especies de plantas de flores de la familia Scrophulariaceae. 

## Especies seleccionadas
- Hydrotriche bryoides
- Hydrotriche galiifolia
- Hydrotriche hottoniaeflora
- Hydrotriche mayacoides

- Datos: Q5646848
- Especies: Hydrotriche